# Peter Schlickenrieder
Peter Schlickenrieder (ur. 16 lutego 1970 w Tegernsee) – niemiecki biegacz narciarski, specjalista sprintu, wicemistrz olimpijski.

## Kariera
Po raz pierwszy na arenie międzynarodowej pojawił się w 1989 roku, startując na mistrzostwach świata juniorów w Vang. Zajął tam 13. miejsce dystansie 30 km stylem dowolnym, a w biegu na 10 km techniką klasyczną zajął 38. miejsce. Na rozgrywanych rok później mistrzostwach świata juniorów w Les Saisies zdobył brązowy medal w sztafecie, a na 30 km stylem dowolnym zajął 28. miejsce.
Największym sukcesem w karierze Schlickenriedera był srebrny medal olimpijski zdobyty podczas igrzysk w Salt Lake City. Były to pierwsze w historii igrzyska, na których rozegrano sprint. Niemiec przegrał jedynie z Torem Arne Hetlandem z Norwegii, a wyprzedził Włocha Cristiana Zorziego. Schlickenrieder uczestniczył także w czterech mistrzostwach świata, ale jedynie w ostatnim występie na mistrzostwach w Lahti w 2001 r. mógł rywalizować w swojej koronnej konkurencji (pierwszy raz wówczas rozegrano na mistrzostwach świata sprint), zajmując 6. miejsce.
Odniósł w karierze dwa zwycięstwa w zawodach Pucharu Świata, również dwukrotnie był na drugim miejscu. Najlepsze wyniki osiągnął w sezonie 1998/1999, kiedy to uplasował się na 33. miejscu w klasyfikacji generalnej oraz na 10. miejscu w klasyfikacji sprinterskiej. W 2001 roku wygrał szwajcarski Engadin Skimarathon i w klasyfikacji generalnej sezonu 2000/2001 FIS Marathon Cup zajął ostatecznie siódmą pozycję.
Występy sportowe zakończył po sezonie olimpijskim w 2002 r. Ukończył studia ekonomiczne i założył agencję sportową, jest również wiceprzewodniczącym związku narciarskiego Bawarii oraz komentatorem konkurencji narciarskich w stacji telewizyjnej ARD.
Żonaty, ma dwoje dzieci (córkę Ninę, ur. 1997 r. i syna Lukasa, ur. 1999 r.).

## Osiągnięcia

### Igrzyska olimpijskie
| Miejsce | Dzień     | Rok  | Miejscowość    | Konkurencja             | Czas biegu | Strata   | Zwycięzca          |
| ------- | --------- | ---- | -------------- | ----------------------- | ---------- | -------- | ------------------ |
| 35.     | 14 lutego | 1994 | Lillehammer    | 30 km stylem dowolnym   | 1:12:26,4  | +7:42,4  | Thomas Alsgaard    |
| 4.      | 22 lutego | 1994 | Lillehammer    | Sztafeta 4 × 10 km      | 1:41:15,0  | +3:11,7  | Włochy             |
| 56.     | 27 lutego | 1994 | Lillehammer    | 50 km stylem klasycznym | 2:07:20,3  | +18:02,1 | Władimir Smirnow   |
| 55.     | 9 lutego  | 2002 | Salt Lake City | 30 km stylem dowolnym   | 1:11:31,0  | +5:26,6  | Christian Hoffmann |
| 2.      | 19 lutego | 2002 | Salt Lake City | Sprint stylem dowolnym  | 2:56,9     | +0,1     | Tor Arne Hetland   |

### Mistrzostwa świata
| Miejsce | Dzień     | Rok  | Miejscowość | Konkurencja             | Czas biegu | Strata  | Zwycięzca                     |
| ------- | --------- | ---- | ----------- | ----------------------- | ---------- | ------- | ----------------------------- |
| 65.     | 22 lutego | 1993 | Falun       | 10 km stylem klasycznym | 24:51,6    | +2:41,7 | Sture Sivertsen               |
| 49.     | 24 lutego | 1993 | Falun       | 10+15 km pościgowy      | 1:01:45,0  | +5:05,0 | Bjørn Dæhlie Władimir Smirnow |
| 7.      | 17 marca  | 1995 | Thunder Bay | Sztafeta 4 × 10 km      | 1:34:27,1  | +3:51,8 | Norwegia                      |
| 23.     | 19 marca  | 1995 | Thunder Bay | 50 km stylem dowolnym   | 1:56:36,0  | +6:49,2 | Silvio Fauner                 |
| 47.     | 21 lutego | 1997 | Trondheim   | 30 km stylem dowolnym   | 1:06:28,2  | +4:46,3 | Aleksiej Prokurorow           |
| 6.      | 21 lutego | 2001 | Lahti       | Sprint stylem dowolnym  | 3:14,1     | -       | Tor Arne Hetland              |

### Mistrzostwa świata juniorów
| Miejsce | Dzień    | Rok  | Miejscowość | Konkurencja             | Wynik     | Strata  | Zwycięzca       |
| ------- | -------- | ---- | ----------- | ----------------------- | --------- | ------- | --------------- |
| 13.     | 16 marca | 1989 | Vang        | 30 km stylem dowolnym   | 1:25:09,0 | +3:54,3 | Johann Mühlegg  |
| 38.     | 18 marca | 1989 | Vang        | 10 km stylem klasycznym | 28:00,4   | +2:22,3 | Władimir Isupow |
| 28.     | 28 marca | 1990 | Les Saisies | 30 km stylem dowolnym   | 1:28:15,4 | +7:20,0 | Johann Mühlegg  |
| 3.      | 31 marca | 1990 | Les Saisies | Sztafeta 4 × 10 km      | 2:00:31,0 | +1:08,8 | NRD             |

### Puchar Świata

#### Miejsca w klasyfikacji generalnej
- sezon 1992/1993: 46.
- sezon 1993/1994: 62.
- sezon 1994/1995: 47.
- sezon 1995/1996: 85.
- sezon 1997/1998: 41.
- sezon 1998/1999: 33.
- sezon 1999/2000: 40.
- sezon 2000/2001: 43.
- sezon 2001/2002: 73.

#### Miejsca na podium chronologicznie
| Nr | Dzień      | Rok  | Miejscowość            | Konkurencja            | Czas biegu | Pozycja | Strata | Zwycięzca           |
| -- | ---------- | ---- | ---------------------- | ---------------------- | ---------- | ------- | ------ | ------------------- |
| 1. | 4 lutego   | 1996 | Reit im Winkl          | Sprint stylem dowolnym | -          | 2       | -      | Tor Arne Hetland    |
| 2. | 10 grudnia | 1998 | Mediolan               | Sprint stylem dowolnym | -          | 2       | -      | Mathias Fredriksson |
| 3. | 29 grudnia | 1998 | Kitzbühel              | Sprint stylem dowolnym | –          | 1       | -      | -                   |
| 4. | 28 grudnia | 1999 | Garmisch-Partenkirchen | Sprint stylem dowolnym | –          | 1       | -      | -                   |

### FIS Marathon Cup

#### Miejsca w klasyfikacji generalnej
- sezon 2000/2001: 7.

#### Miejsca na podium
| Nr | Dzień    | Rok  | Zawody              | Dystans               | Czas biegu | Strata | Pozycja | Zwycięzca |
| -- | -------- | ---- | ------------------- | --------------------- | ---------- | ------ | ------- | --------- |
| 1. | 11 marca | 2001 | Engadin Skimarathon | 42 km stylem dowolnym | 1:24.22,7  | -      | 1.      | -         |